# Monte Tre Confini
Il monte Tre Confini  è una montagna nell'Appennino abruzzese, che si trova al confine tra Lazio e l'Abruzzo, tra le province di Frosinone e dell'Aquila, tra i comuni di Pescosolido e Villavallelonga.